# Action (album B’z)
ACTION – szesnasty album studyjny japońskiego zespołu B’z, wydany 5 grudnia 2007 roku. Osiągnął 1 pozycję w rankingu Oricon i pozostał na liście przez 27 tygodni, sprzedał się w nakładzie 539 708. Album zdobył status platynowej płyty.

## Lista utworów
| Nr  | Tytuł                                                                        | Czas |
| --- | ---------------------------------------------------------------------------- | ---- |
| 1.  | „Junjō ACTION” (jap. 純情ACTION)                                             | 3:05 |
| 2.  | „Kuroi seishun” (jap. 黒い青春)                                              | 3:47 |
| 3.  | „SUPER LOVE SONG”                                                            | 3:57 |
| 4.  | „Mangetsu yo terase” (jap. 満月よ照らせ)                                     | 3:59 |
| 5.  | „Perfect Life” (jap. パーフェクトライフ Pāfekuto Raifu)                      | 3:38 |
| 6.  | „Isshinfuran” (jap. 一心不乱)                                                | 3:25 |
| 7.  | „FRICTION -LAP 2-”                                                           | 3:06 |
| 8.  | „ONE ON ONE”                                                                 | 4:35 |
| 9.  | „Boku ni wa kimi ga iru” (jap. 僕には君がいる)                               | 5:53 |
| 10. | „Nanto iu shiawase” (jap. なんという幸せ)                                    | 4:59 |
| 11. | „Warui yume” (jap. わるいゆめ)                                               | 4:34 |
| 12. | „HOMETOWN BOYS' MARCH”                                                       | 4:26 |
| 13. | „Kōbō” (jap. 光芒)                                                           | 4:51 |
| 14. | „Travelin' Men no Theme” (jap. トラベリンメンのテーマ Toraberin Men no tēma) | 3:09 |
| 15. | „Ore to omae no atarashī kisetsu” (jap. オレとオマエの新しい季節)            | 3:30 |
| 16. | „Eien no tsubasa” (jap. 永遠の翼)                                            | 5:10 |
| 17. | „BUDDY”                                                                      | 3:26 |

## Notowania
| Lista                                 | Pozycja |
| ------------------------------------- | ------- |
| Oricon Weekly Albums Chart            | 1       |
| Oricon Monthly Albums Chart           | 5       |
| Oricon Yearly Albums Chart (rok 2007) | 36      |
| Oricon Yearly Albums Chart (rok 2008) | 76      |

## Muzycy
- Tak Matsumoto: gitara, kompozycja i aranżacja utworów
- Kōshi Inaba: wokal, teksty utworów, aranżacja
- Jeremy Colson: perkusja (#1, #3-6, #8, #10-12, #15)
- Shane Gaalaas: perkusja (#2, #7, #9, #13-14, #17)
- Josh Freese: perkusja (#16)
- Sean Hurley: gitara basowa (#2, #5, #9-10, #12-14, #16-17), wood base (#2)
- Robert DeLeo: gitara basowa (#3, #11)
- Juan Alderete: gitara basowa (#1, #4, #6, #8, #15)
- Akihito Tokunaga: gitara basowa (#7), chórek (#12, #14), aranżacja (#10, #16)
- Akira Onozuka: organy (#3, #6, #8, #10, #14, #17), fortepian (#4, #8-9, #11), Wurlitzer (#11)
- Shin'ichirō Ōta: chórek (#12, #14)
- TAMA STRINGS: instrumenty smyczkowe (#9, #11-13, #16)
- Naoko Ishibashi: instrumenty smyczkowe (#9, #11-13)
- HIROMI ISODA: instrumenty smyczkowe (#16)
- Kazuki Katsuta: saksofon (#10, #12)
- Shirō Sasaki: trąbka (#10, #12)
- Futoshi Kobayashi: trąbka (#10, #12)
- Wakaba Kawai: puzon (#10, #12)
- Nobu Saitō: conga shaker i tamburyn (#15)
- Daisuke Ikeda: aranżacja (#3-4, #7, #15, #17)
- Terachi Hideyuki: aranżacja (#1-6, #8-15, #17)
- Howie Weinberg: mastering